# 古固寨镇
古固寨镇，是中华人民共和国河南省新乡市新乡县下辖的一个乡镇级行政单位。

## 行政区划
古固寨镇下辖以下地区：
古北街村、于庄村、小屯村、三王庄村、王连屯村、崔井村、后辛庄村、前辛庄村、小古固寨村、南张庄村、冷庄村、南辛庄村、古南街村、古中街村和史屯村。